# Böyük Söyüdlü
Böyük Söyüdlü è un comune dell'Azerbaigian situato nel distretto di Oğuz. Conta una popolazione di 1 198 abitanti.